# Observer (videojuego)
Observer (estilizado como >OBSERVER_) es un videojuego de terror cyberpunk desarrollado por la compañía polaca Bloober Team y publicado por Aspyr para su lanzamiento en Microsoft Windows, PlayStation 4 y Xbox One el 15 de agosto de 2017, y más tarde, el 7 de febrero de 2019 para Nintendo Switch.
Una de las mayores inspiraciones de su trama y visual es el clásico Blade Runner. El juego fue referido como un clásico ciberpunk por varios medios, y en 2020 sacaron su remasterización llamada 'Observer: System Redux' a cargo de Bloober Team para PC, PlayStation 5 y Xbox Series.

## Modo de juego
Observer es un videojuego de survival horror jugado desde una perspectiva en primera persona. Se desarrolla en 2084 en Polonia después de una "plaga digital" que costó la vida a miles de personas, lo que provocó la guerra y el uso desenfrenado de drogas. El jugador controla a Daniel Lazarski, un detective cracoviano de la unidad de Observadores de la policía, encargados de piratear los recuerdos y temores de sus objetivos con un dispositivo conocido como el Comedor de Sueños. Equipado con visión aumentada dividida en Visión Electromagnética que busca dispositivos electrónicos y Bio Visión que busca evidencia biológica, es capaz de analizar y resaltar ciertos objetos en su entorno, lo que en un cerebro pirateado está sujeto a cambios activos. Los objetos pueden interactuar y examinarse. Un árbol de conversación se usa para el diálogo.

## Sinopsis
En el año 2084, eres un detective neuronal que hackea las mentes de los demás en un oscuro mundo ciberpunk destrozado por plagas y guerras, en la trama primero, llegó la nanofagia: una plaga digital que mató a miles y miles de personas que decidieron aumentar sus mentes y cuerpos. Después vino la guerra, que diezmó y destrozó tanto a la zona este como a la oeste. Al no haber nadie que pudiese asumir el poder, las empresas aprovecharon la situación y forjaron sus propios imperios corruptos, el personaje es una herramienta de la opresión corporativa. Te temen y desprecian, llegas hasta los más oscuros rincones de la mente de tus sospechosos. Daniel Lazarski (el protagonista interpretado por Rutger Hauer) entra en sus sueños, expone sus miedos y se queda con aquello que la investigación necesite para avanzar.

## Desarrollo y lanzamiento
El juego fue desarrollado en Unreal Engine 4. El desarrollo comenzó con el concepto de una sociedad distópica embellecida con referencias de los años 80 y 90 a la cultura y arquitectura de Europa del Este. La banda sonora fue escrita por el compositor Arkadiusz Reikowski. La participación de Rutger Hauer, quien interpreta el papel principal, se reveló en julio de 2017.
Observer fue revelado en el PC Gaming Show durante la Electronic Entertainment Expo de junio de 2016. El juego fue lanzado en Microsoft Windows, PlayStation 4 y Xbox One el 15 de agosto de 2017.